# Karl Alzner
Karl Alzner (* 24. září 1988 v Burnaby, Britská Kolumbie) je bývalý kanadský hokejový obránce.

## Hráčská kariéra

### Juniorská kariéra
Juniorskou kariéru začal v západní hokejové lize (WHL) v období 2003/08 v týmu Calgary Hitmen. Byl členem zlaté medaile Kanadského týmu v mistrovství světa juniorů v roce 2007 jako jeden ze dvou hráčů, kteří nebyli draftování vstupním draftem NHL (také nebyl draftovaný Sam Gagner). Krátce po návratu do Calgary po mistrovství světa juniorů šel do Quebec City, kde se pořádali All-Star Game. V All-Star Game měl z týmu další dva spoluhráče Brett Sonne a Alex Plante. Alzner a Sonne hráli za tým Východ (Bílí), zatímco Plante se připojil k vítězné Západnímu (Rudému) týmu.
Alzner byl zástupcem kapitána v roce 2007 Super Series proti ruské juniorské reprezentace, a v mistrovství světa juniorů 2008 byl jmenován kapitánem národního týmu Kanady. Na konci sezony 2007/08 byl jmenován nejužitečnějším hráčem roku , nejlepším obránce roku v lize WHL a byl jmenován top obránce v kanadské hokejové ligy.

### Profesionální kariéra
Byl draftován v roce 2007 v 1. kole, celkově 5. týmem Washington Capitals. Ve Washingtonu Capitals hraje svou třetí profesionální sezónu poté, co měl střídavě starty s farmářským týmem Hershey Bears v (AHL). Sezonu 2009/2010 začal na farmě Hershey Bears a od 25. listopadu byl povolán do Capitals kde odehrál 21 zápasů. V playoff neodehrál žádný zápas protože byl odvolán z týmu jako preventivní opatření po zranění několika obránců z Washingtonu.
Ve své druhé sezóně v NHL se Capitals v sezóně 2009/2010 rozhodl povolat několikrát za sezonu do týmu Capitals. V playoff ve čtvrtfinále Východní konference odehrál jeden zápas ze 7 série se spoluhráčem Johnem Carlsonem proti týmu Montreal Canadiens.

## Ocenění a úspěchy
- 2007 CHL – Top Prospects Game
- 2007 CHL – Druhý All-Star Tým
- 2008 CHL – První All-Star Tým
- 2008 CHL – Obránce roku
- 2008 WHL – (Východ) První All-Star Tým
- 2008 WHL – Bill Hunter Memorial Trophy
- 2008 WHL – Four Broncos Memorial Trophy
- 2008 MSJ – Top tří hráčů v týmu

## Prvenství
- Debut v NHL – 26. listopadu 2008 (Washington Capitals proti Atlanta Thrashers)
- První gól v NHL – 6. prosince 2008 (Toronto Maple Leafs proti Washington Capitals, finskému brankáři Vesa Toskala)
- První asistence v NHL – 4. prosince 2008 (Washington Capitals proti New York Islanders)

## Klubové statistiky
| Sezóna       | Klub                | Soutěž       |     | Základní část | Základní část | Základní část | Základní část | Základní část |   | Play off | Play off | Play off | Play off | Play off |
| Sezóna       | Klub                | Soutěž       | Z   | G             | A             | B             | TM            | Z             | G | A        | B        | TM       |          |          |
| 2003/2004    | Richmond Sockeyes   | PIJHL        | 41  | 3             | 9             | 12            | 8             | 13            | 0 | 2        | 2        | 0        |          |          |
| 2003/2004    | Calgary Hitmen      | WHL          | 1   | 0             | 0             | 0             | 0             | —             | — | —        | —        | —        |          |          |
| 2004/2005    | Calgary Hitmen      | WHL          | 66  | 0             | 10            | 10            | 19            | 12            | 0 | 3        | 3        | 9        |          |          |
| 2005/2006    | Calgary Hitmen      | WHL          | 70  | 4             | 20            | 24            | 28            | 13            | 1 | 3        | 4        | 4        |          |          |
| 2006/2007    | Calgary Hitmen      | WHL          | 63  | 8             | 39            | 47            | 32            | 18            | 1 | 12       | 13       | 4        |          |          |
| 2007/2008    | Calgary Hitmen      | WHL          | 60  | 7             | 29            | 36            | 15            | 16            | 6 | 2        | 8        | 4        |          |          |
| 2008/2009    | Hershey Bears       | AHL          | 48  | 4             | 16            | 20            | 10            | 10            | 0 | 2        | 2        | 2        |          |          |
| 2008/2009    | Washington Capitals | NHL          | 30  | 1             | 4             | 5             | 2             | —             | — | —        | —        | —        |          |          |
| 2009/2010    | Hershey Bears       | AHL          | 56  | 3             | 18            | 21            | 10            | 20            | 3 | 7        | 10       | 4        |          |          |
| 2009/2010    | Washington Capitals | NHL          | 21  | 0             | 5             | 5             | 8             | 1             | 0 | 0        | 0        | 0        |          |          |
| 2010/2011    | Washington Capitals | NHL          | 82  | 2             | 10            | 12            | 24            | 9             | 0 | 1        | 1        | 0        |          |          |
| 2011/2012    | Washington Capitals | NHL          | 82  | 1             | 16            | 17            | 29            | —             | — | —        | —        | —        |          |          |
| 2012/2013    | Washington Capitals | NHL          | 48  | 1             | 4             | 5             | 14            | —             | — | —        | —        | —        |          |          |
| 2013/2014    | Washington Capitals | NHL          | 82  | 2             | 16            | 18            | 26            | —             | — | —        | —        | —        |          |          |
| 2014/2015    | Washington Capitals | NHL          | 82  | 5             | 16            | 21            | 20            | —             | — | —        | —        | —        |          |          |
| 2015/2016    | Washington Capitals | NHL          | 82  | 4             | 17            | 21            | 26            | —             | — | —        | —        | —        |          |          |
| 2016/2017    | Washington Capitals | NHL          | 82  | 4             | 17            | 21            | 26            | —             | — | —        | —        | —        |          |          |
| 2017/2018    | Montreal Canadiens  | NHL          | 82  | 1             | 11            | 12            | 40            | —             | — | —        | —        | —        |          |          |
| 2018/2019    | Montreal Canadiens  | NHL          | 9   | 0             | 1             | 1             | 2             | —             | — | —        | —        | —        |          |          |
| 2018/2019    | Laval Rocket        | AHL          | 34  | 1             | 5             | 6             | 10            | —             | — | —        | —        | —        |          |          |
| 2019/2020    | Montreal Canadiens  | NHL          | 4   | 0             | 0             | 0             | 0             | —             | — | —        | —        | —        |          |          |
| 2019/2020    | Laval Rocket        | AHL          | 53  | 1             | 12            | 13            | 24            | —             | — | —        | —        | —        |          |          |
| Celkem v AHL | Celkem v AHL        | Celkem v AHL | 190 | 9             | 51            | 60            | 54            | 30            | 3 | 9        | 12       | 6        |          |          |
| Celkem v NHL | Celkem v NHL        | Celkem v NHL | 686 | 20            | 110           | 130           | 219           | 64            | 3 | 8        | 11       | 16       |          |          |

## Reprezentace
| Rok                       | Tým                       | Soutěž                    | Z  | G | A | B | TM |
| ------------------------- | ------------------------- | ------------------------- | -- | - | - | - | -- |
| 2005                      | Kanada 17                 | WHC-17                    | 6  | 0 | 1 | 1 | 4  |
| 2007                      | Kanada 20                 | MSJ                       | 6  | 0 | 1 | 1 | 2  |
| 2008                      | Kanada 20                 | MSJ                       | 7  | 1 | 1 | 2 | 0  |
| Juniorská kariéra celkově | Juniorská kariéra celkově | Juniorská kariéra celkově | 13 | 1 | 2 | 3 | 2  |